# 倍升音符
在五線譜樂譜中，倍升音符是指這個音符的音高要比實際標定的高不只半音。常見的倍升音符有重升音符。
用於表示倍升音符的記號稱為倍升記號。

## 重升音符
重升音符是指這個音符的音高要比實際標定的高兩個半音(即全音)，通常以符號來表示。這個符號很少會在樂譜中出現。

C 和 C#t(升四分之三音)

另外，升四分之三個音的音符也存在，以符號表是Playⓘ 。

## 三重升音符
在某些特別的樂譜容然可找到另一種倍升音符:三重升音符triple sharp，即這個音符的音高要比實際標定的高三個半音，以符號♯表示。